# طواف بولندا 2009
طواف بولندا 2009 (بالإنجليزية: 2009 Tour de Pologne)‏ هو سباق دراجات هوائية أقيم بتاريخ 2 – 8 أغسطس، تكون السباق من 7 مراحل وامتدّ لمسافة 1158.1 كم بسرعة 40.2498 كم/س، استغرق السباق 28:46:13 \t. فاز به الإيطالي أليساندرو بلان وحلّ ثانيا الإسباني دانييل مورينو بينما حصل على المركز الثالث النرويجي إيدفالد بواسون هاغن.

## الترتيب
| م                     | الدرّاج              | البلد   | الزمن       |
| --------------------- | ------------------- | ------- | ----------- |
| الفائز بالترتيب العام | أليساندرو بلان      | إيطاليا | 28:46:13 \t |
| الثاني                | دانييل مورينو       | إسبانيا |             |
| الثالث                | إيدفالد بواسون هاغن | النرويج |             |